# Neurocinina A
La neurocinina A (NKA), también llamada neurokinina A, anteriormente conocida como sustancia K, es un péptido formado por 10
aminoácidos que actúa como neurotransmisor y pertenece a la familia de las taquicininas. Se encuentra en el sistema nervioso central y el sistema nervioso periférico de los mamíferos. Tiene diferentes acciones, entre ellas estimulación de músculo liso extravascular, transmisión del dolor, vasodilatación, acción hipertensiva y activación del sistema inmunitario.

## Estructura
Está formada por una cadena de 10 aminoácidos con la secuencia 
```
His
-
Lys
-
Thr
-
Asp
-
Ser
-
Phe
-
Val
-
Gly
-
Leu
-
Met
.
[
3
]
```

## Receptores
Existen tres neurocininas principales, la sustancia P, neurocinina A y neurocinina B, sus efectos en la célula tienen lugar mediante los receptores de membrana NK1r, NK2r y NK3r. A concentraciones suficientes, cualquier neurocinina pueden activar los tres receptores, pero cada receptor tiene un ligando preferido de alta afinidad, la sustancia P se une preferentemente al NK1R, la neurocinina A al NK2R y la neurocinina B al NK3R. La sustancia P y la neurocinina A se producen a través de una proteína precursora que recibe el nombre de preprotaquicinina-A (PPTA), mientras que la neurocinina B se origina desde la preprotaquicinina-B (PPTB).